# Chaetocladius variabilis
Chaetocladius variabilis är en tvåvingeart som beskrevs av Makarchenko 2003. Chaetocladius variabilis ingår i släktet Chaetocladius och familjen fjädermyggor. Inga underarter finns listade i Catalogue of Life.